# Голокост від куль
Голокост від куль — це дослідження, здійснене на підставі зібраних свідчень і мемуарів отцем Патріком Дебуа (Patrick Desbois), французьким священником, якому вдалося контекстуалізувати розповідь про вбивство 1,5 мільйона євреїв на окупованій нацистами території Радянського Союзу. Опублікована в 2008 році книга детально описує методи та роботу Дебуа щодо вивчення особливостей Голокосту у Східній Європі. У перших розділах книги Дебуа розповідає історію ув'язнення свого дідуся, що й підштовхнуло його до вивчення теми Голокосту. У книзі представлені багато свідчень очевидців, примусово залучених до тих подій селян та присутніх при масових вбивствах. Такі свідчення та розповіді потім були опрацьовані за допомогою перекладачів, істориків та архівістів. Ця публікація проливає світло на теми та обставини, які раніше мало бралися до уваги дослідниками. Йдеться про емоційні та психологічні наслідки для свідків геноциду та роботу з пам'яттю.

## Підстави

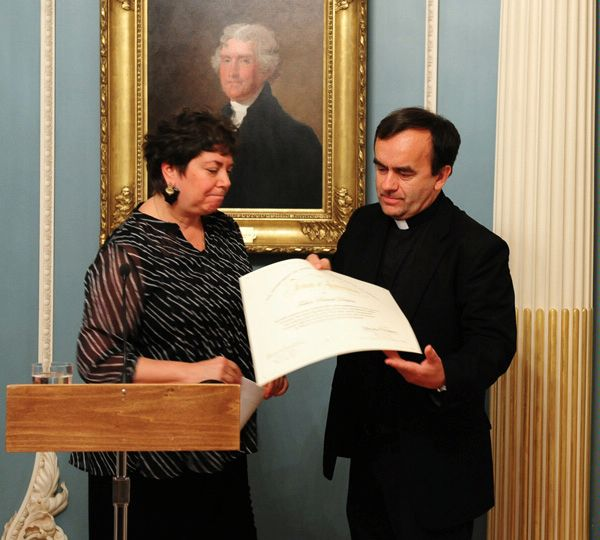
Ханна Розенталь відзначає роботу отця Патріка Дебуа в 2012 році

«Голокост від куль» була перекладена англійською мовою й опублікована Палгрейвом Макмілланом у 2008 році. Французька версія «Шоа від куль» («La Shoah par Balles») вийшла друком у 2019 році. Публікація англійської версії була підтримана Меморіальним музеєм Голокосту у Вашингтоні.
До написання своєї книги, з 1992 по 1999 рік, отець Патрік Дебуа був секретарем зі зв'язків з єврейськими громадами кардиналів Альбера Декутре, Жана Баллана і Луї-Марі Білле. Пізніше його призначили секретарем комісії Конференції католицьких єпископів Франції зі зв'язків з єврейською громадою (1999—2016 роки). У 2004 році він заснував організацію «Яхад-Ін Унум» для пошуку місць масових поховань єврейських жертв Голокосту у Східній Європі.
Інтерес Дебуа до Голокосту виник через історію його діда, якого депортували в липні 1942 року до нацистського табору для військовополонених «Рава Руська» в Україні. Дідусь, перебуваючи в Таборі 325 і будучи змушеним спостерігати за знущаннями над євреями, пізніше неохоче розповідав онукові про ті події. Саме це спонукало Дебуа самостійно розслідувати цю історію. Після кількох візитів у Раву Руську, починаючи з 2002 року, і зустрічей майже з сотнею жителів містечка, які стали свідками масових вбивств у цьому місці, Дебуа вирішив присвятити частину свого життя пошуку правди про трагедію єврейського народу. До того часу, коли він почав писати книгу, його команда, що складалася з перекладачів, експертів з балістики, істориків, архівістів, фотографів і водіїв, провела понад 800 інтерв'ю в Україні, Білорусі, Росії та Польщі. Робота команди Дебуа з документування місць масових розстрілів у Східній Європі триває до сьогоднішнього дня[коли?].
Виступаючи перед спеціальним посланником з моніторингу та боротьби з антисемітизмом у 2011 році, Дебуа так описує мотивацію щодо своєї роботи: «Врешті-решт, чому ми тримаємось? Попри те, що іноді це легко, іноді ні, іноді холодно, іноді немає проточної води, тому що нам потрібні охоронці. Чому ми ще тримаємось після стількох років? Я переконаний, що ми не можемо побудувати сучасну Європу і, можливо, сучасний світ на тисячах масових поховань євреїв, які були вбиті, як тварини, поховані, як тварини».

## Жанр
Передмова до книги «Голокост від куль» була написана Полом Шапіро, директором Центру перспективних досліджень Голокосту Меморіального музею Голокосту у Вашингтоні Майор Тревіс У. Елмс, суддя-адвокат армії США, охарактеризував цю книгу як «методичний посібник», який «веде читача через складний період в історії Другої світової війни». Публікація містить фотографії братських могил, сільських жителів, команди з розслідування, а також карти, які детально відтворюють вторгнення та просування нацистів територією Радянського Союзу. Кожен розділ складається з історії від Дебуа та введення контексту, тоді як пізніші розділи містять розповіді очевидців у формі запитань і відповідей.

## Стислий зміст

### Витоки роботи Дебуа

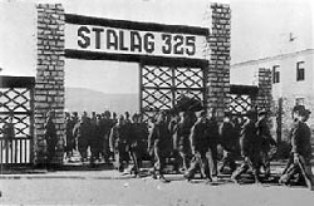
Табір 325 у Раві-Руській, місці, де дідусь Дебуа був ув'язнений під час Другої світової війни

У перших розділах «Голокосту від куль» Дебуа детально описує витоки своєї роботи. У першому розділі він розповідає історію свого діда та інших родичів, що жили в часи Другої світової війни. Його перший візит до Польщі в грудні 1990 року нагадав йому про те, що його дідусь був військовополоненим у таборі «Рава Руська» (тепер — Україна), і викликав велике бажання розкрити історію вбивства тисяч євреїв. Потім Дебуа пояснює, що протягом наступних кількох років він зайнявся івритом, брав уроки з іудаїзму в Ізраїлі і вивчав жорстоке поводження з євреями під час Другої світової війни в Яд Вашем. Саме тоді, пояснює Дебуа, він був пов'язаний з доктором Шарлем Фавром, експертом з єврейсько-католицьких відносин, громадської думки та геополітики, який був його духовним і академічним наставником. Дебуа пов'язує це навчання з тим, що він виконував роль одного з провідних посередників у спілкуванні між єврейськими представниками та Ліонським архієпископом. Під час своєї першої поїздки на місце Голокосту Дебуа згадує свою зустріч зі сільським священником, який був свідком масових вбивств в Україні, пекарем, який доставляв хліб в табори смерті, теслею, який будував газові камери, і дочкою голови, який координував постачання продукції до таборів смерті. Він пише: «Тоді я зрозумів, що є свідки Голокосту неєвреї: не злочинці, не жертви, а просто свідки». Дебуа описує це усвідомлення як стимул для подальшої роботи, яка заклала основу для другої частини книги.

### Свідки страти
Докладне вивчення переживань свідків — основна частина праці Дебуа. Наприклад, під час свого другого візиту до Рави-Руської заступник мера Ярослав відвів Дебуа до братської могили 1200 євреїв, убитих в листопаді 1943 року. Мер покликав близько ста свідків, щоб вони самі розповіли про те, що сталося під час Голокосту. Один з них розповів про потік крові, що витікав з ями після страти, тоді як інші згадали, як бачили рештки пошматованого тіла жінки на дереві після того, як яму підірвали гранатами. Останній свідок був примусово залучений нацистами, йому наказали зняти це тіло і покласти в яму. За словами Дебуа, кожен новий свідок, кожне село та цілий регіон приводили до відкриттів. Дебуа ділить свідків на три типи: прямі, непрямі і примусово залучені.

### Людські виміри нацистського вбивства
Дебуа розповідає про безпосередню участь людей в злочинах нацистів, про що свідчать численні інтерв'ю зі свідками. В одному з інтерв'ю в Хатові (Україна) Олена, яка була нареченою в день страти, згадує момент, коли подруга її матері кричала: «Олено, Олено, врятуй мене!», коли її везли на німецькій військовій вантажівці. Багато інших непрямих свідків бачили, як поліція забирала євреїв — їхніх друзів і сусідів з їхніх будинків, і ці свідки помічали, як ті зникали з вулиці. Анна Дичкант, свідок зі Львова, описує літо, коли були вбиті євреї. Хлопчик з її школи крикнув «Прощай», коли його вели, щоб вбити за сусіднім будинком. Дебуа описує, як багато свідків повідомляли, що ями «дихали» і ворушилися протягом декількох днів, тому що в них задихалися євреї, які ще були живими. Крім того, були випадки, коли при вбивствах були присутні прямі свідки. У деяких випадках повідомлялося, що євреїв убивали посеред міст, про що було відомо більшості мешканців. Наприклад, Ярослав Галан був свідком того, як євреям наказали копати могили, а потім розстрілювали. В іншому випадку Адольф Вісловський, свідок зі Львова, згадує, як євреїв вбивали біля його будинку; він нарахував 59 ям, виритих як братські могили впродовж шести місяців, протягом яких тривали страти. Мешканка села Воскресенське Ольга Битюк згадує дні, коли вона ховалася на горищі в подруги, щоб подивитися, як вбивають євреїв, тіла яких пізніше викопали і спалили. Дебуа згадує, що більшість його співрозмовників потрапляли в категорію прямих свідків, і роз'яснює особисту травму кожної людини, згадуючи їхні розповіді.
Місцеві мешканці могли й не бути безпосередніми свідками злочину. У багатьох випадках їхніх сусідів примусово залучали для обслуговування нацистів, приготування їжі, риття ям і поховання тіл. Один свідок, Самуїл Арабський, був залучений закопувати ями. Коли він взявся це зробити, чиясь рука «схопила його за лопату», і він втратив свідомість. Інших, зазвичай селян з возами, просили зібрати одяг, поки євреї роздягалися перед тим, як їх убивали. Дебуа також мав можливість взяти інтерв'ю у Леона Уеллса, відомого в'язня Янівського концтабору у Львові. Уеллс мав допомагати загону примусово залученої молоді, йому було наказано виривати золоті зуби у викопаних трупів євреїв. Було 90 000 тіл. Інше, що доводилося виконувати сусідам, описано в розділі X. Між іншим — це розповіді «давильника» з Тернівки, який повинен був ходити по тілах розстріляних євреїв; швачки із Заболоття, яка мала латати єврейський одяг, щоб його можна було відправити до Німеччини, і Ганни Сенікової, дівчини, чию тітку німці примусили працювати кухаркою.

### Етапи Голокосту від куль
У кожному селі етапи, за якими відбувався Голокост від куль, були різними. У деяких випадках євреїв просили зібратися в одному місці, потім саджали у вантажівки і везли на місце вбивства. Після прибуття на місце їх примушували роздягнутися і після цього розстрілювали групами. Зазвичай стрільцями були нацисти, але в інтерв'ю Дебуа іноді згадується про залучення для вбивства євреїв військовополонених або місцевої поліції. Крім того, більшість свідків згадує, що нацисти примушували селян або військовополонених збирати обручки, сережки й золоті зуби, що належали євреям. Дехто з місцевих мешканців пізніше забирав собі одяг, що залишився після євреїв.

### Операція 1005: кремація євреїв

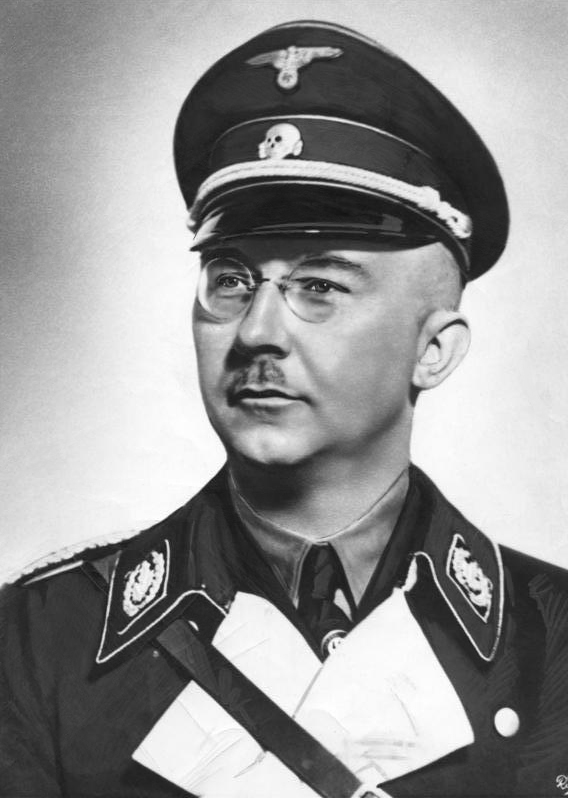
Генріх Гіммлер, Рейхсфюрер-СС, який ініціював операцію 1005

Дебуа описує Операцію 1005 в розділі XVI. Це план, який Генріх Гіммлер висунув у 1942 році, яким передбачалося викопати тіла жертв масових убивств і спалити їх. Гіммлер керувався двома ключовими умовами: антисемітизмом, згідно з яким євреї не мали права на нацистську землю, і приховуванням відповідальності, таким чином, щоб радянські комісії не могли встановити докази нацистських злочинів. Під час перебування в Україні Дебуа зустрічався з чоловіками й жінками, які бачили дим від багать, дехто з них змушений був евакуюватися через забруднення і сморід. Марія, мешканка Воскресенського, бачила, як тіла жертв викопали та кремували. Вона розповідає, що радянські військовополонені були зобов'язані здійснювати кремацію не менше 2000 осіб в день. «Полум'я піднялося прямо до неба», — стверджує Марія, щосили стримуючи сльози.

### Євреї, що вижили
Дебуа також опитав кількох свідків, які намагалися сховати євреїв у своїх будинках. Мати Галини Булавки на смертному одрі розповіла історію дівчинки, яку вона кілька тижнів ховала у своєму будинку в Любомлі. Одного разу, коли дівчинка більше не могла всидіти вдома, вона пішла грати у двір. Незабаром її помітили німці і розстріляли біля вхідних дверей. Ольга Кокодишка, яка жила під час війни в Новому Яричеві, згадує день, коли на її сім'ю донесли, що вона переховувала євреїв. Німці обшукали їхній будинок, знищили речі, але не змогли знайти євреїв, які втекли через задні двері. Тоді німці розстріляли її батька.

### Методика інтерв'ю
У розділі XI Дебуа пояснює свою методику дослідження та інтерв'ю. Його команда мала проводити історичні дослідження, а саме вивчення німецьких постанов, судових процесів і показань, щоб зрозуміти обставини вбивства. Перед кожною поїздкою його дослідник Андрій Уманський повідомляв про доповіді німецької поліції або офіцерів СС, які брали участь або спостерігали за вбивствами. Склавши приблизне уявлення про дати страт і назви нацистських підрозділів, відповідальних за вбивства, вони розпочинали інтерв'ю на місці.
Під час кожного інтерв'ю Дебуа ставив питання, що стосуються життя родини людини, місця проживання та віку під час війни, щоб відтворити атмосферу того часу. Конкретні, чіткі запитання, що загострюють увагу на тому, що свідки чули і бачили, допомагали згадати їм події. Дебуа описує, що він дотримується конкретних звітів про події, щоб уникнути впливу на свідчення. У деяких випадках Дебуа доводилося успішно «обходити» провину, яку [співрозмовник], можливо, відчував через отримання одягу євреїв… або навіть через той простий факт, що він був там, коли це сталося.

## Сприйняття
Голокост від куль отримав високу оцінку істориків і журналістів. Одним з найпоширеніших коментарів є думка про важливе значення роботи Дебуа для більш глибокого вивчення теми Голокосту. Майор Тревіс У. Елмс стверджує, що роботу Дебуа слід читати широким верствам населення, оскільки в ній докладно викладена «особиста розповідь про те, як один католик глибоко сприйняв те, що пережили євреї під час Голокосту». Далі Елмс стверджує, що «записавши цей досвід, Десбуа вже зробив тривалий вплив на дослідження Голокосту та єврейсько-католицькі відносини». Елмс далі стверджує, що «навіть під час запису цих подій Дебуа вже створив довгостроковий вплив на вивчення Голокосту та єврейсько-католицьких відносин». Бібліотечний журнал (Library Journal) відмічає очевидну пристрасть Дебуа до цього питання та його вагомий «видатний внесок у літературу про Голокост завдяки новим вимірам трагедії».
Інші вказують на складність завдання, яке досліджував Дебуа. Дебора Е. Ліпштадт, автор книги «Історія судового процесу: мій день в суді з людиною, яка заперечувала Голокост», описує важливість роботи Дебуа з єврейської точки зору. Вона зауважує, що турбота про мертвих — одна з найважливіших справ у єврейській традиції, тому що на неї неможливо відповісти взаємністю. Вона далі каже: «Отець Патрік Дебуа зробив цей акт люблячої доброти не для однієї людини, а для сотень тисяч людей, яких було холоднокровно вбито. Він зробив це попри те, що багато людей вважають за краще, щоб ця історія ніколи не була розкрита, а інші сумніваються, що це взагалі можливо. Його внесок в історію і в людську пам'ять, описаний у цій важливій книзі, є незмірним».
Мало того, релігійні джерела коментують внесок, яким є книга Дебуа, в християнсько-єврейські або католицько-єврейські відносини. Кардинал Френсіс Джордж, архієпископ Чикаго з конгрегації «Спільноти непорочного зачаття», описує, як «католицька віра Дебуа, досвід його власної сім'ї, підтримка французьких єпископів і дослідницькі можливості Меморіального музею Голокосту допомогли йому здійснити дослідження заради зцілення і примирення». Так само видання Christian Science Monitor характеризує Дебуа як «людський міст між сучасним єврейським світом і католицькою церквою», який сформував уявлення про те, як зберегти Голокост у пам'яті.
Книга також отримала Національну єврейську премію 2008 року — престижну нагороду, яку також було присуджено таким книгам, як «Нацисти в бігах: як поплічники Гітлера втекли від правосуддя» і «Єврейський ворог: нацистська пропаганда під час Другої світової війни і Голокосту».